# Jérémy Doku
Jérémy Doku (Borgerhout, 27 mei 2002) is een Belgisch-Ghanees voetballer. Doorgaans wordt hij geposteerd als flankaanvaller. Hij werd opgeleid bij RSC Anderlecht en debuteerde daar tevens op het hoogste niveau. Op 24 augustus 2023 ondertekende hij een vijfjarig contract bij het Engelse Manchester City, dat circa € 65 miljoen voor hem betaalde aan Stade Rennes. Doku maakte in 2020 zijn debuut voor het Belgisch voetbalelftal in een Nations League-wedstrijd tegen Denemarken.

## Clubcarrière

### Jeugd
Via de jeugdopleiding van Olympic Deurne, Tubantia Borgerhout en Beerschot AC raakte Doku in 2012 op tienjarige leeftijd bij RSC Anderlecht. Daar speelde hij zes jaar bij de jeugd. In januari 2018 gaf toenmalig Anderlecht-manager Herman Van Holsbeeck Liverpool FC, in het kader van de uitleenbeurt van Lazar Markovic van Liverpool aan Anderlecht, de schriftelijke toestemming om met de toen vijftienjarige Doku te onderhandelen. Doku koos er echter voor om zijn profcarrière bij Anderlecht te starten. In mei 2018 ondertekende hij zijn eerste profcontract bij Anderlecht, dat jeugdproduct Romelu Lukaku een filmpje had laten opnemen waarin hij Doku overtuigde om voor het project te kiezen. Hij was samen met onder meer Anouar Ait El Hadj, Killian Sardella en Yari Verschaeren een van de elf toptalenten die Marc Coucke wist te overtuigen.

### RSC Anderlecht

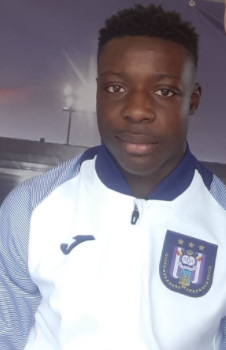
Doku bij RSC Anderlecht in 2019

Op 25 november 2018 maakte Doku zijn officiële debuut in het eerste elftal: in de competitiewedstrijd tegen Sint-Truidense VV viel hij 78e minuut in voor Yari Verschaeren, die toen ook net zijn profdebuut had gemaakt. Met zijn 16 jaar en 340 dagen was hij de op zeven na jongste speler ooit die voor Anderlecht debuteerde als profvoetballer. In tegenstelling tot zijn mede-debutant Verschaeren werd hij in zijn debuutseizoen bij de profs rustig gebracht: hij klokte af op zes invalbeurten, goed voor 452 speelminuten.
Onder trainers Fred Rutten en Karim Belhocine kwam Doku weinig aan spelen toe, hoewel Rutten hem later "puur goud voor de club" noemde en hem in de pers zelfs vergeleek met Memphis Depay. In het seizoen 2019/20 stegen zijn speelkansen onder Simon Davies en Franky Vercauteren. Op 1 december 2019 scoorde hij in de competitiewedstrijd tegen KV Oostende zijn eerste profdoelpunt, vier dagen later opende hij tegen Royal Excel Moeskroen ook zijn rekening in de Beker van België. Doku, aan wie in de jeugd soms een gebrek aan efficiëntie werd verwezen, kreeg vanaf dan meer en meer lof toegedicht. Die lof rechtvaardigde hij onder andere op 7 maart 2020 door twee goals te scoren en een assist te geven in de met 7-0 gewonnen competitiewedstrijd tegen Zulte Waregem, amper drie weken nadat hij tegen KV Mechelen vlak voor de rust een ongelukkige rode kaart had geslikt, hetgeen een 2-0-nederlaag voor Anderlecht had ingeleid.
In het seizoen 2020/21 nam Doku een vliegende start. De flankaanvaller plukte de vruchten van de aanwezigheid van Percy Tau en evenaarde na zes speeldagen al zijn assistentotaal van het hele vorige seizoen. Toen hij Anderlecht uitzwaaide had hij in het seizoen 2020/21 twee goals en vier assists in zeven competitiewedstrijden op zijn naam staan.

### Stade Rennes

#### Seizoen 2020-2021
Op 5 oktober 2020, de laatste dag van de transferperiode, ondertekende Doku een contract tot medio 2025 bij de Ligue 1-club Stade Rennes. Anderlecht ving € 27 miljoen plus bonussen op een eventuele doorverkoop voor de achttienjarige winger. De transfer was goed voor een record: Doku werd de duurste Belgische voetballer ooit die vertrok uit de Jupiler Pro League, voorheen was dat Youri Tielemans. Doku maakte op 16 oktober 2020 zijn officiële debuut voor Rennes in de competitiewedstrijd tegen Dijon FCO (1-1), waarin hij in de 81e minuut inviel voor Benjamin Bourigeaud. Op 20 oktober 2020 vierde Doku zijn Champions League-debuut in een thuismatch tegen Krasnodar. Hij mocht in de 62e minuut invallen voor Romain Del Castillo en zorgde nog bijna mee voor een late zege. Het werd 1-1.
In zijn eerste maanden kreeg Doku meteen veel speeltijd. De flankaanvaller maakte meteen indruk, de Bretoense krant Le Télégramme had het na zijn Champions League-debuut tegen Krasnodar zelfs over "du feu dans les jambes" ("vuur in de benen"). Een oud zeer trad echter opnieuw op: na veertien wedstrijden, waarvan zes in de Champions League, stond zijn teller nog op nul goals en nul assists. Pas in december 2020 opende Doku zijn rekening bij Rennes: op 16 december 2020 leverde hij tegen Olympique Marseille (2-1-winst) de assist voor de 1-1 van Hamari Traoré. Vier dagen was hij tegen FC Lorient (0-3-winst) opnieuw goed voor een assist, ditmaal voor de 0-2 van Benjamin Bourigeaud.
Op 20 maart 2021 scoorde Doku in de 1-3-zege tegen FC Metz zijn eerste goal voor Rennes. In diezelfde wedstrijd pakte hij wel ook zijn eerste rode kaart voor Rennes. Doku behoorde in zijn eerste seizoen in de Ligue 1 meteen de beste dribbelaars van de Ligue 1 – hij liet hierbij onder meer Neymar en Memphis Depay achter zich. Van de tien spelers die in het seizoen 2020/21 het meest dribbelden in de Franse competitie deed enkel Marseille-speler Florian Thauvin beter qua percentage geslaagde dribbels. Doku bleef echter te weinig beslissend qua goals en assists: in zijn eerste seizoen in Franse loondienst bleef hij in de competitie steken op twee goals en drie assists. Hij stond 26 keer in de basis.

#### Seizoen 2021-2022
In het seizoen 2021/22 werd Doku op de derde competitiespeeldag tegen Nantes FC in de eerste helft gewisseld met een hamstringblessure die hem enige tijd aan de kant hield. Nadat hij hersteld was van zijn hamstrings blessure lag hij opnieuw in de lappenmand. Jérémy Doku heeft zich nu op een andere plek bezeerd, zijn knie. Op 20 november 2021 maakte hij in minuut 92, na ruim drie maand zijn wederoptreden tegen Montpellier. Eén speeldag later viel hij in tegen Lorient en scoorde hij de 0-2, zijn eerste goal van het seizoen. Begin december blesseerde hij zich terug aan de knie. Hij was ruim 167 dagen onbeschikbaar doordat hij van de ene blessure in de andere sukkelde. De hamstrings, de knie, de kuit. In totaal miste hij dertig wedstrijden bij Rennes. Hij speelde ruim 14 competitiewedstrijden waarin hij één keer scoorde en twee assists gaf.

#### Seizoen 2022-2023
Het seizoen 2022/23 ving hij blessurevrij aan. Daarna kampte hij meerdere keren met spierblessures. Daardoor kwam hij vanaf begin september tot de start van het WK voetbal bijna niet in actie. Aanvankelijk was hij niet trefzeker en had hij een moeilijke seizoenstart. Op het einde van dat seizoen maakte Doku een doorstart en zag iedereen weer zijn enorme potentieel. Op de 25e speeldag tegen Nantes scoorde hij zijn eerste competitiedoelpunt van het seizoen, waardoor hij voor Rennes de 0-1 overwinning bezorgde. Uiteindelijk zou hij nog vijf keer scoren in de laatste acht wedstrijden van de Ligue 1, waaronder twee goals tegen Reims en Angers. In totaal scoorde hij zes doelpunten en gaf hij twee assists in 29 competitiewedstrijden.

#### Seizoen 2023-2024
In de eerste wedstrijd van het nieuwe seizoen tegen Metz trok hij de lijn van het vorige door. Hij onhoudbaar en scoorde hij meteen. Hij kreeg een staande ovatie van Rennes-fans na een klinkende 5-1 zege. Dat hij op de tweede speeldag op de bank zat tegen Lens was een teken aan de wand. De onderhandelingen tussen Rennes en Manchester City waren vergevorderd.
Doku speelde 75 wedstrijden in de Ligue 1 en scoorde daarin 10 keer.

### Manchester City
Op 24 augustus 2023 tekende Doku een vijfjarig contract bij grootmacht Manchester City waar hij met zijn snelheid en vinnige dribbels oefenmeester Pep Guardiola wist te overtuigen. Hij kreeg er het rugnummer 11. City betaalde ruim € 65 miljoen aan Rennes, waarmee hij de zevende duurste Rode Duivel ooit werd. Zijn ex-club Anderlecht streek hiervan nog bijna € 8 miljoen op de doorverkoop. Doku is zo met voorsprong de duurste uitgaande transfer ooit bij Rennes. Doku moet bij de Engelse topclub de vervanger worden van Riyad Mahrez die naar het Saoedische Al-Ahli trok en de concurrentie aangaan met onder meer Bernardo Silva en Jack Grealish. Hij werd er ploegmaat van Kevin De Bruyne en is al de negende Belg die uitkomt voor City.
Op 2 september 2023 debuteerde Doku in de Premier League tegen Fulham. In de 76e minuut mocht hij invallen voor Sergio Gómes. City won makkelijk met 5-1. Een speeldag later debuteerde hij tegen West Ham in het basiselftal. Jeremy Doku stak de lont aan het kruitvat van de comeback van Manchester City. Binnen de minuut na de start van de tweede helft had hij de gelijkmaker in doel gelegd. Meteen zijn eerste doelpunt voor "The Citizens". In vergelijking met zijn debuut tegen Fulham drukte Doku nu wél zijn stempel op de wedstrijd die met 1-3 werd gewonnen. De aalvlugge Rode Duivel heeft sinds zijn aankomst in Engeland een basisplek in het radarwerk van Pep Guardiola afgedwongen. Op 20 oktober brak hij tegen Brighton de wedstrijd open met een assist en werd hij verkozen tot Man van de Match (2-1 overwinning). Eerder zorgde de winger met doelpunten al voor een ommekeer op het veld van West Ham en in de Champions League bij RB Leipzig. Op 4 november schreef Doku tegen Bournemouth Belgische geschiedenis in de Premier League, doordat hij als eerste Belg ooit vier assists in één match gaf. Ondertussen scoorde hij ook nog één keer. Hij was tevens de jongste speler die in de Premier League ooit een voet had in 5 doelpunten en met zijn 21 jaar en 161 dagen is hij tevens de jongste die vier goals aanbracht. Met zijn vier assist komt hij in het selecte gezelschap van onder meer Dennis Bergkamp, Harry Kane, Cesc Fabregas en Paul Pogba. Na acht wedstrijden in de Premier League legde Jérémy Doku volgende balans voor: 6 basisplaatsen, 2 goals, 5 assists. Vergelijkbaar met de speler met wie hij straks nog vaker zal worden vergeleken, hier en over het Kanaal. Die vinnige Belgische flankspeler die de Engelse topklasse zeven jaar heeft geanimeerd: ene Eden Hazard.

## Clubstatistieken
| Seizoen     | Club            | Land               | Competitie         | Competitie | Competitie | Competitie | Beker | Beker | Beker | Europa | Europa | Europa | Totaal | Totaal | Totaal |
| Seizoen     | Club            | Land               | Competitie         | Wed.       | Dlp.       | Ass.       | Wed.  | Dlp.  | Ass.  | Wed.   | Dlp.   | Ass.   | Wed.   | Dlp.   | Ass.   |
| ----------- | --------------- | ------------------ | ------------------ | ---------- | ---------- | ---------- | ----- | ----- | ----- | ------ | ------ | ------ | ------ | ------ | ------ |
| 2017/18     | RSC Anderlecht  | Vlag van België    | Jupiler Pro League | 14         | 0          | 1          | 1     | 0     | 0     | —      | —      | —      | 15     | 0      | 1      |
| 2018/19     | RSC Anderlecht  | Vlag van België    | Jupiler Pro League | 6          | 0          | 0          | 0     | 0     | 0     | 0      | 0      | 0      | 6      | 0      | 0      |
| 2019/20     | RSC Anderlecht  | Vlag van België    | Jupiler Pro League | 21         | 3          | 4          | 3     | 1     | 0     | —      | —      | —      | 24     | 4      | 4      |
| 2020/21     | RSC Anderlecht  | Vlag van België    | Jupiler Pro League | 7          | 2          | 4          | 0     | 0     | 0     | —      | —      | —      | 7      | 2      | 4      |
| Club Totaal | Club Totaal     | Club Totaal        | Club Totaal        | 48         | 5          | 9          | 3     | 1     | 0     | 0      | 0      | 0      | 51     | 6      | 9      |
| 2020/21     | Stade Rennes    | Vlag van Frankrijk | Ligue 1            | 30         | 2          | 3          | 1     | 0     | 1     | 6      | 0      | 0      | 37     | 2      | 4      |
| 2021/22     | Stade Rennes    | Vlag van Frankrijk | Ligue 1            | 14         | 1          | 0          | 1     | 1     | 0     | 3      | 0      | 0      | 18     | 2      | 0      |
| 2022/23     | Stade Rennes    | Vlag van Frankrijk | Ligue 1            | 29         | 6          | 2          | 2     | 1     | 0     | 4      | 0      | 2      | 35     | 7      | 4      |
| 2023/24     | Stade Rennes    | Vlag van Frankrijk | Ligue 1            | 2          | 1          | 0          | 0     | 0     | 0     | 0      | 0      | 0      | 2      | 1      | 0      |
| Club Totaal | Club Totaal     | Club Totaal        | Club Totaal        | 75         | 10         | 5          | 4     | 2     | 1     | 13     | 0      | 2      | 92     | 12     | 8      |
| 2023/24     | Manchester City | Vlag van Engeland  | Premier League     | 29         | 3          | 9          | 7     | 2     | 0     | 7      | 1      | 1      | 43     | 6      | 10     |
| Club Totaal | Club Totaal     | Club Totaal        | Club Totaal        | 29         | 3          | 9          | 7     | 2     | 0     | 7      | 1      | 1      | 43     | 6      | 10     |
| TOTAAL      | TOTAAL          | TOTAAL             | TOTAAL             | 152        | 18         | 23         | 14    | 5     | 1     | 20     | 1      | 3      | 186    | 24     | 27     |

Bijgewerkt op 25 Juni 2024.

## Interlandcarrière

### Beloften
Doku nam in mei 2018 met de Belgische U17 deel aan het EK -17 in Engeland. In de derde groepswedstrijd tegen Denemarken scoorde Doku het enige doelpunt van de wedstrijd, waardoor België groepswinnaar werd. België sneuvelde uiteindelijk in de halve finales tegen Italië. Een jaar later stroomde Doku al door naar de Belgische U21.

### België
In maart 2020 raakte bekend dat de Ghanese bondscoach Charles Akonnor Doku wilde oproepen voor de oefeninterland tussen Ghana en Soedan op 27 maart 2020, samen met zijn Anderlecht-ploegmaats Francis Amuzu en Derrick Luckassen. Doku, die toen al een tijdje genoemd werd als mogelijke verrassing in de EK-selectie van Roberto Martínez, bedankte voor de selectie.
Op 25 augustus 2020 werd Doku voor het eerst door bondscoach Roberto Martínez geselecteerd voor de Rode Duivels voor de Nations League-interlands tegen Denemarken en IJsland. Ook Anderlecht-ploegmaat Landry Dimata zat voor deze interlands voor het eerst bij de selectie. Op 5 september 2020 maakte hij in de wedstrijd tegen Denemarken, waarin hij in de 88e minuut mocht invallen voor Youri Tielemans, zijn interlanddebuut. Drie dagen later kreeg hij tegen IJsland een basisplaats. Na een moeilijke eerste helft scoorde Doku tegen de IJslanders in de 79e minuut zijn eerste interlandgoal.

#### EK 2020
Op 17 mei 2021 werd Doku door Roberto Martínez geselecteerd voor het EK 2020. In de derde groepswedstrijd tegen Finland kreeg hij een basisplaats, als tweede Belgische tiener ooit na Enzo Scifo op het EK 1984. Doku zorgde tegen Finland voor de beste Belgische kans in de eerste helft door vanop de linkerflank naar binnen te snijden en met zijn rechtervoet de bal naar de verste hoek te krullen. Na de rust verdween hij naar de rechterflank ten voordele van Eden Hazard en verdween hij uit de wedstrijd. In de 76e minuut werd hij gewisseld voor Michy Batshuayi.

#### WK 2022 Qatar
Door een hamstringblessure miste hij naast de WK-kwalificatiewedstrijden tegen Estland, Tsjechië en Wit-Rusland ook de finaleronde van de UEFA Nations League.
Op 10 november 2022 hakte Martinez de knoop voor de definitieve WK-selectie door. De selectie van Doku hing aan een zijden draadje vanwege zijn blessureleed de laatste twee seizoenen. Tijdens zijn korte invalbeurt in de voorbereidingswedstrijd tegen Egypte afgelopen vrijdag gaf Doku al een prima indruk. Hij maakte zijn eerste minuten sinds de kwartfinale op het EK 2021.
In de eerste twee groepswedstrijden tegen Canada (1-0 overwinning) en Marokko (0-2 verlies) kreeg Doku geen speelminuten. In de allesbeslissende wedstrijd tegen Kroatië (0-0) mocht hij in de 72e minuut invallen voor Leander Dendoncker. Hij kon zijn stempel niet drukken. België werd verrassend uitgeschakeld.

#### EK 2024 Duitsland
Eind mei 2024 werd Doku door bondscoach Domenico Tedesco opgenomen in de selectie voor het EK 2024 in Duitsland.

## Interlands
| Interlands van Jérémy Doku     | Interlands van Jérémy Doku    | Interlands van Jérémy Doku    | Interlands van Jérémy Doku    | Interlands van Jérémy Doku           | Interlands van Jérémy Doku    | Interlands van Jérémy Doku    |
| No.                            | Datum                         | Wedstrijd                     | Uitslag                       | Soort Wedstrijd                      | Doelpunten                    |                               |
| Als speler bij RSC Anderlecht  | Als speler bij RSC Anderlecht | Als speler bij RSC Anderlecht | Als speler bij RSC Anderlecht | Als speler bij RSC Anderlecht        | Als speler bij RSC Anderlecht | Als speler bij RSC Anderlecht |
| ------------------------------ | ----------------------------- | ----------------------------- | ----------------------------- | ------------------------------------ | ----------------------------- | ----------------------------- |
| 1.                             | 5 september 2020              | Denemarken – België           | 0 – 2                         | UEFA Nations League 2020/21          | -                             |                               |
| 2.                             | 8 september 2020              | België – IJsland              | 5 – 1                         | UEFA Nations League 2020/21          | 79'                           |                               |
| Als speler bij Stade Rennes    |                               |                               |                               |                                      |                               |                               |
| 3.                             | 8 oktober 2020                | België – Ivoorkust            | 1 – 1                         | Vriendschappelijk                    | -                             |                               |
| 4.                             | 11 oktober 2020               | Engeland – België             | 2 – 1                         | UEFA Nations League 2020/21          | -                             |                               |
| 5.                             | 14 oktober 2020               | IJsland – België              | 1 – 2                         | UEFA Nations League 2020/21          | -                             |                               |
| 6.                             | 30 maart 2021                 | België – Wit-Rusland          | 8 – 0                         | Kwalificatie WK 2022                 | 42'                           |                               |
| 7.                             | 3 juni 2021                   | België – Griekenland          | 1 – 1                         | Vriendschappelijk                    | -                             |                               |
| 8.                             | 6 juni 2021                   | België – Kroatië              | 1 – 0                         | Vriendschappelijk                    | -                             |                               |
| 9.                             | 21 juni 2021                  | Finland – België              | 0 – 2                         | EK 2020 groepsfase                   | -                             |                               |
| 10.                            | 2 juli 2021                   | België – Italië               | 1 – 2                         | EK 2020 kwartfinale                  | -                             |                               |
| 11.                            | 18 november 2022              | België – Egypte               | 1 – 2                         | Vriendschappelijk                    | -                             |                               |
| 12.                            | 1 december 2022               | Kroatië – België              | 0 – 0                         | WK 2022 groepsfase                   | -                             |                               |
| 13.                            | 17 juni 2023                  | België – Oostenrijk           | 1 – 1                         | Kwalificatie EK 2024                 | -                             |                               |
| 14.                            | 20 juni 2023                  | Estland – België              | 0 – 3                         | Kwalificatie EK 2024                 | -                             |                               |
| Als speler bij Manchester City |                               |                               |                               |                                      |                               |                               |
| 15.                            | 9 september 2023              | Azerbeidzjan – België         | 0 – 1                         | Kwalificatie EK 2024                 | -                             |                               |
| 16.                            | 12 september 2023             | België – Estland              | 5 – 0                         | Kwalificatie EK 2024                 | -                             |                               |
| 17.                            | 13 oktober 2023               | Oostenrijk – België           | 2 – 3                         | Kwalificatie EK 2024                 | -                             |                               |
| 18.                            | 19 november 2023              | België – Azerbeidzjan         | 5 – 0                         | Kwalificatie EK 2024                 | -                             |                               |
| 19.                            | 23 maart 2024                 | Ierland – België              | 0 – 0                         | Vriendschappelijk                    | -                             |                               |
| 20.                            | 26 maart 2024                 | Engeland – België             | 2 – 2                         | Vriendschappelijk                    | -                             |                               |
| 21.                            | 5 juni 2024                   | België – Montenegro           | 2 – 0                         | Vriendschappelijk                    | -                             |                               |
| 22.                            | 8 juni 2024                   | België – Luxemburg            | 3 – 0                         | Vriendschappelijk                    | -                             |                               |
| 23.                            | 17 juni 2024                  | België – Slowakije            | 0 – 1                         | EK 2024 groepsfase                   | -                             |                               |
| 24.                            | 22 juni 2024                  | België – Roemenië             | 2 – 0                         | EK 2024 groepsfase                   | -                             |                               |
| 25.                            | 26 juni 2024                  | Oekraïne – België             | 0 – 0                         | EK 2024 groepsfase                   | -                             |                               |
| 26.                            | 1 juli 2024                   | Frankrijk – België            | 1 – 0                         | EK 2024 achtste finale               | -                             |                               |
| 27.                            | 6 september 2024              | België – Israël               | 3 – 1                         | UEFA Nations League 2024/25          | -                             |                               |
| 28.                            | 9 september 2024              | Frankrijk – België            | 2 – 0                         | UEFA Nations League 2024/25          | -                             |                               |
| 29.                            | 10 oktober 2024               | Italië – België               | 2 – 2                         | UEFA Nations League 2024/25          | -                             |                               |
| 30.                            | 14 oktober 2024               | België – Frankrijk            | 1 – 2                         | UEFA Nations League 2024/25          | -                             |                               |
| 31.                            | 23 maart 2025                 | België – Oekraïne             | 3 – 0                         | UEFA Nations League 2024/25 barrages | -                             |                               |
| 32.                            | 6 juni 2025                   | Noord-Macedonië - België      | 1 – 1                         | Kwalificatie WK 2026                 | -                             |                               |
| 33.                            | 9 juni 2025                   | België – Wales                | 4 – 3                         | Kwalificatie WK 2026                 | 27'                           |                               |
| Totaal                         | Totaal                        | Totaal                        | Totaal                        | Totaal                               | 3                             |                               |

Bijgewerkt t/m 9 juni 2025 

## Erelijst
| Manchester City     | Manchester City | Manchester City |
| ------------------- | --------------- | --------------- |
| FIFA Club World Cup | 1×              | 2023            |
| Premier League      | 1×              | 2023/24         |
| Community Shield    | 1×              | 2024            |

## Speelstijl
Doku’s grootste wapen wordt zijn versnelling en "skills" genoemd. Volgens Bob Browaeys, die Doku twee jaar coachte bij België –17, vertraagt hij soms het spel wanneer hij uit stilstand vertrekt, maar snelt hij een speler zo voorbij eenmaal hij zijn turbo aanzet. Hein Vanhaezebrouck, de coach die hem in het eerste elftal van Anderlecht liet debuteren, looft dan weer zijn richtingsveranderingen.

## Trivia
- In 2021 was Doku samen met Charles De Ketelaere een van de twee Belgen op de shortlist van veertig genomineerden voor de Golden Boy Award.[52]